# Sorg og glæde
Sorg og glæde, em inglês, Sorrow and Joy (bra:Tristeza e Alegria)é um filme de drama dinamarquês de 2013 dirigido e escrito por Nils Malmros e John Mogensen. O filme autobiográfico narra o trágico evento em que a esposa de Malmros, sofrendo de transtorno bipolar, matou sua filha com uma faca. Foi selecionado como representante da Dinamarca à edição do Oscar 2014, organizada pela Academia de Artes e Ciências Cinematográficas, mas não foi indicado. No Brasil, foi lançado pela California Filmes em 2015.

## Elenco
- Jakob Cedergren - Johannes
- Helle Fagralid - Signe
- Ida Dwinger - Else
- Kristian Halken - Laurits
- Nicolas Bro - Birkemose
- Helle Hertz - mãe de Johannes
- Niels Weyde - pai de Johannes
- Søren Pilmark - advogado

## Recepção
Ard Vijn do ScreenAnarchy disse que foi um dos melhores que viu no Festival Internacional de Cinema de Roterdão, e acrescentou: "é um filme que pretende chocar ou distorcer sua história com uma revelação repentina. Este é um filme em que as pessoas debatem as coisas calmamente e se esforçam para ouvir, para entender a opinião umas das outras. (...) É claro que o filme inteiro desmoronaria em uma grande bagunça encharcada se as performances fossem abaixo da média (...) felizmente não são."
Na Folha de S.Paulo, Sérgio Alpendre disse que o filme "ressalta [o] estilo elegante de diretor dinamarquês".